# Gustl Schön
Gustl Schön (* 5. Mai 1929 in Wiesau; † 27. März 1997 in Eichstätt) war ein deutscher Politiker (CSU).
Schön besuchte die Volks- und Berufsschule und machte eine Lehre als Töpfer. Anschließend war er acht Jahre als Facharbeiter im Tonwerk Wiesau tätig. Schön besuchte das Katholische Sozialinstitut in Rosenheim, war Diözesansekretär des Katholischen Werkvolks im Bistum Eichstätt und Leiter des Katholischen Volksbüros in Eichstätt.
Ab 1956 war Schön ständiges Mitglied des Stadtrats in Eichstätt, ab 1972 auch Mitglied des Kreistags und des Kreisausschusses im Landkreis Eichstätt. Er war achtzehn Jahre lang Kreisvorsitzender der CSU im Landkreis Eichstätt beziehungsweise in der früheren kreisfreien Stadt Eichstätt und zwölf Jahre lang ehrenamtlicher Verwaltungsrichter am Verwaltungsgericht Ansbach und zuletzt in München. Der Inhaber der goldenen Bürgermedaille der Stadt Eichstätt war von 1974 bis 1990 Mitglied des Bayerischen Landtags, stets direkt gewählt im Stimmkreis Eichstätt. Er war Träger des Bundesverdienstkreuzes und des Bayerischen Verdienstordens.